# Caja de recompensas

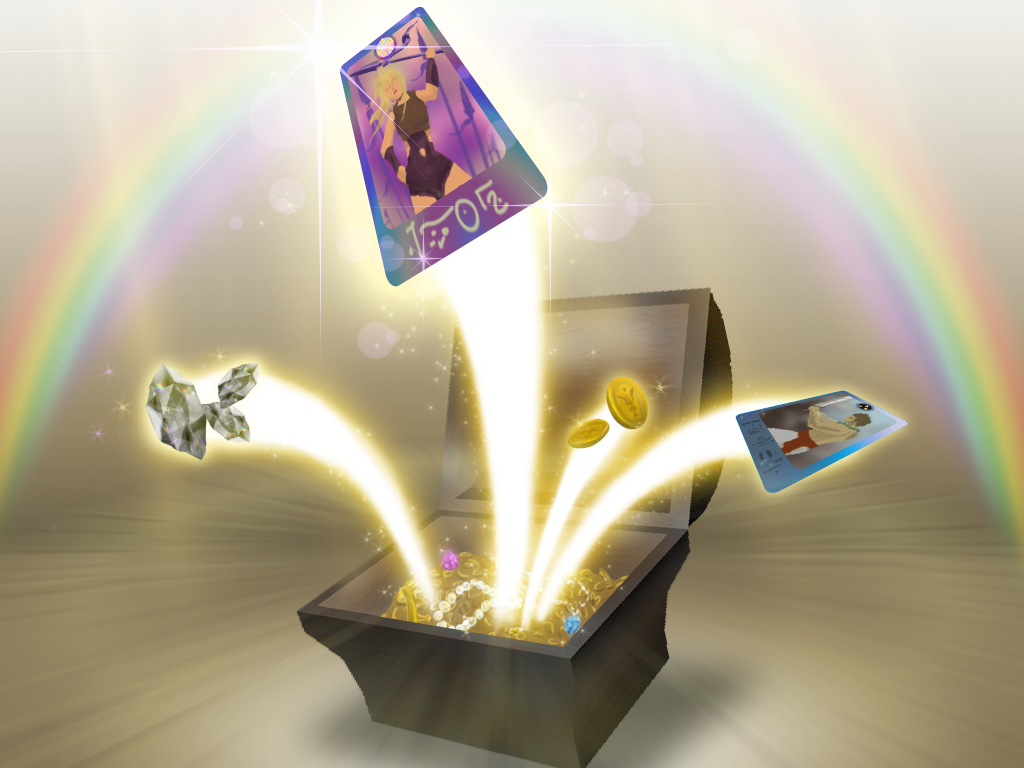
Caja de recompensas en un videojuego.

En el mundo de los videojuegos, una caja de recompensas (en inglés: loot box, loot crate o prize crate), también conocida caja de botín o cofre de recompensas, es un artículo virtual de un videojuego el cual puede ser canjeado para recibir una selección aleatoria de diversos artículos de ese juego, variando de simple elementos de personalización para el propio avatar del comprador hasta equipamiento con gran impacto en la experiencia del juego como armas y armadura.
Un loot box es típicamente una manera de monetización donde los jugadores o bien compran directamente (tanto con dinero real como virtual ganado en el juego) o reciben estas cajas durante la partida como recompensa. También cabe destacar sistemas en los que se requiere una llave para abrir esas cajas.
Loot box se podría traducir como caja de recompensa o de botín, estos son originarios de los MMO (Juegos multijugador masivos en línea) y en los juegos gratuitos para plataformas móviles.

## Historia

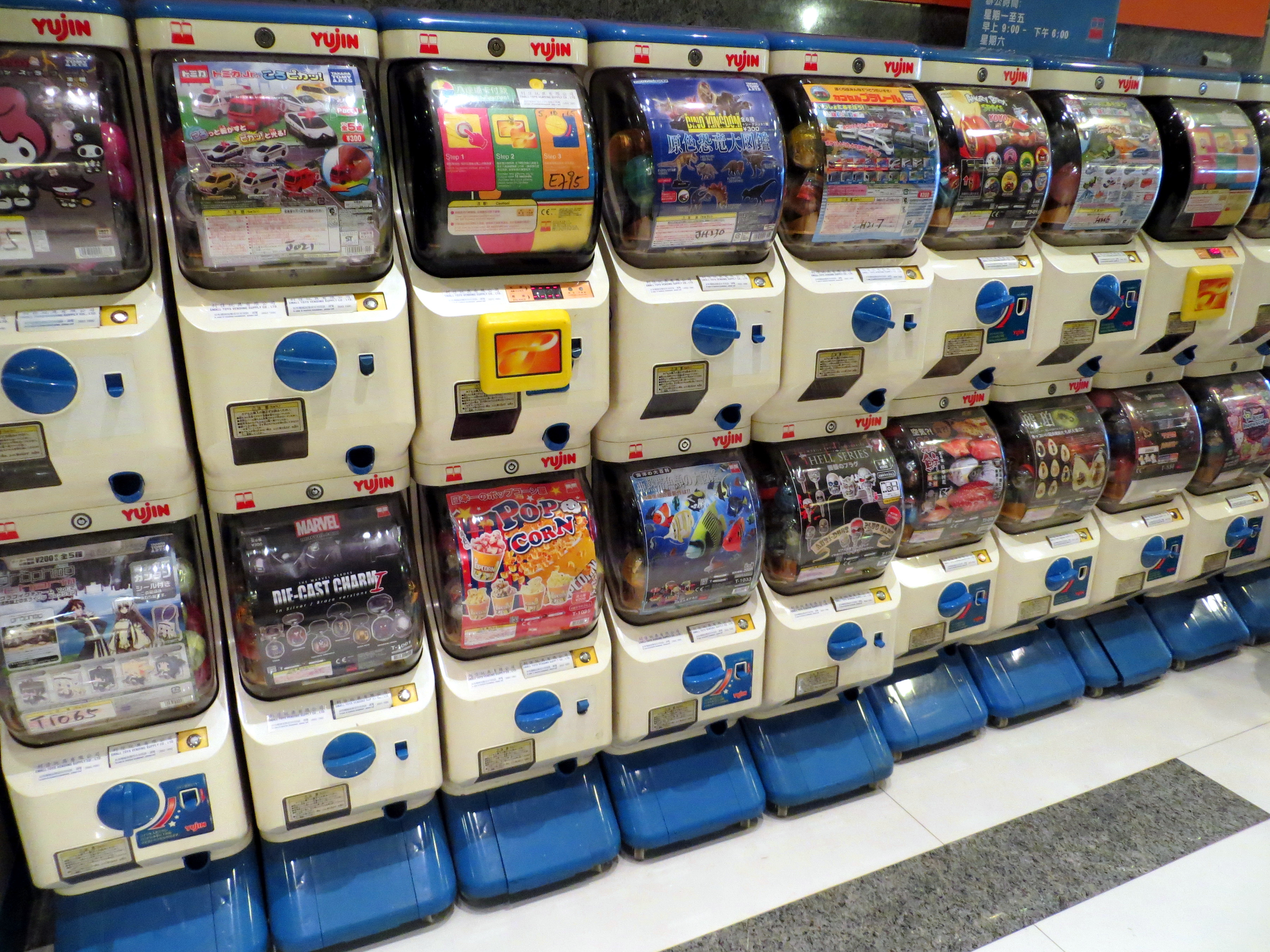
Una variedad de máquinas de gachapon (juguetes en cápsulas) en Hong Kong. Las cajas de botín fueron inspiradas por la distribución aleatoria de gachapon que se podía adquirir a través de estas máquinas.

Las cajas de botín son una extensión de los sistemas de recompensas aleatorias de videojuegos anteriores, utilizados con frecuencia para otorgar recompensas aleatorias en juegos de rol en línea masivos (videojuego multijugador en línea masivo o MMORPG) u juegos similares. Las cajas de botín adoptaron este enfoque y formularon un enfoque de monetización utilizado por juegos free-to-play en juegos móviles. Las cajas de botín también incorporan elementos de la aleatoriedad de adquirir juguetes en cápsulas gachapon.
La primera instancia conocida de un sistema de cajas de botín se cree que es un objeto llamado "Gachapon ticket" que se introdujo en la versión japonesa de MapleStory, un MMORPG de desplazamiento lateral, en junio de 2004. Estos boletos se vendían a un precio de 100 yenes japoneses por boleto. Al igual que las máquinas de gachapon en la vida real, los jugadores obtenían artículos de juego elegidos al azar cuando usaban el boleto en "Gachapon", un puesto dentro del juego que se distribuía en todo el mundo del juego.
El juego chino free-to-play ZT Online (o simplemente Zhengtu), lanzado en 2007 por la red Zhengtu, también se considera uno de los primeros ejemplos de videojuegos que incluían cajas de botín como parte de su sistema de juego. Los jugadores en países asiáticos generalmente no tienen los fondos para comprar juegos a precio completo y utilizan cibercafés o PC bangs para jugar de forma gratuita, o recurren a la infracción de derechos de autor para obtener copias de juegos de forma gratuita. En lugar de tratar de cambiar este enfoque, juegos asiáticos como ZT Online introdujeron cajas de botín como medio para asegurar la monetización de un juego del cual de otra manera no obtendrían ingresos por la venta base. En un año, Zhengtu Network informó ingresos mensuales de ZT Online que superaban los US$15 millones, justificando la rentabilidad de este esquema. Esto llevó al enfoque de lanzar juegos como free-to-play con microtransacciones sobre el título. Muchos juegos móviles free-to-play en regiones asiáticas ofrecerían enfoques de cajas de botín, siendo Puzzle & Dragons, lanzado en 2011, uno de los más destacados, utilizando su enfoque gacha para ser el primer juego móvil en ganar más de US$1 mil millones con su esquema de monetización.
En las regiones occidentales (América del Norte y Europa) alrededor de 2009, la industria de los videojuegos experimentó el éxito de Zynga y otros grandes editores de juego de redes sociales que ofrecían juegos de forma gratuita en sitios como Facebook, pero incluían microtransacciones para acelerar el progreso en el juego, lo que permitía a los editores depender de los ingresos de transacciones posteriores a la venta en lugar de la venta inicial. Uno de los primeros juegos en introducir mecánicas similares a las cajas de botín fue FIFA 09, creado por Electronic Arts (EA), en marzo de 2009, que permitía a los jugadores crear un equipo de jugadores de fútbol asociación a partir de paquetes de cartas en el juego que abrían usando moneda en el juego obtenida mediante el juego regular o a través de microtransacciones. Otro juego temprano con mecánicas de cajas de botín fue Team Fortress 2 en septiembre de 2010, cuando Valve agregó la capacidad de ganar "cajas" aleatorias para abrirlas con llaves compradas. Robin Walker de Valve afirmó que la intención era crear "efectos de red" que atraerían a más jugadores al juego, para que hubiera más jugadores que obtuvieran ingresos de las llaves para desbloquear cajas. Valve luego hizo la transición a un modelo free-to-play, informando un aumento en el número de jugadores de más de 12 veces después de la transición, y contrató a Yanis Varoufakis para investigar las economías virtuales. En los siguientes años, muchos MMO y juegos de arena de batalla en línea multijugador (MOBA) también hicieron la transición a un modelo de negocio free-to-play para ayudar a aumentar su base de jugadores, muchos de ellos agregando la monetización de cajas de botín en el proceso, siendo los primeros dos tanto Star Trek Online como The Lord of the Rings Online en diciembre de 2011.
Por separado, la serie FIFA incluyó un "Modo FIFA Ultimate Team" que permitía a los jugadores utilizar cartas de intercambio virtuales para construir un equipo. Inicialmente lanzado como contenido descargable (DLC), el "Modo FIFA Ultimate Team" hizo la transición a un complemento gratuito para el juego base con el lanzamiento de 2010, con la posibilidad de comprar paquetes de cartas como medio para generar ingresos para el juego. EA aprovechó el éxito de esta transición para Mass Effect 3 en marzo de 2012. Mass Effect 3 ofrecía "paquetes" que contenían equipo inusual, que de otra manera solo se podía obtener "moliendo" a través del juego en línea. Según Jesse Houston, productor del juego, se utilizaron como medio para compensar el costo de desarrollo del modo multijugador del juego. El equipo de Mass Effect 3 trabajó en estrecha colaboración con el equipo de FIFA para lanzar adecuadamente estos paquetes, que Houston comparó con abrir un paquete de cartas de refuerzo de Magic: The Gathering para hacer que el jugador sienta que siempre estaba obteniendo valor del paquete.
Otros ejemplos tempranos de juegos empaquetados con cajas de botín incluyen Counter-Strike: Global Offensive en agosto de 2013, que añadió "cajas de armas" en una actualización, y Battlefield 4 en octubre de 2013, que añadió "battlepacks", aunque no se podían comprar hasta mayo de 2014 y nunca otorgaban objetos duplicados. Call of Duty: Advanced Warfare, lanzado en noviembre de 2014, incluyó "suministros" que contenían objetos aleatorios, incluyendo diferentes variantes de las armas del juego, equipamiento de personajes y puntos de experiencia que se podían utilizar para personalizar el personaje.
Con el éxito financiero de Overwatch y sus sistemas de cajas de botín, varios juegos, especialmente de franquicias populares, incluyeron la mecánica como parte de su metajuego en 2016 y 2017. Esto incluyó Call of Duty: WWII, Halo Wars 2, Gears of War 4, Assassin's Creed Origins, Middle-earth: Shadow of War y Forza Motorsport 7. Para octubre de 2017, esto llevó a una revisión crítica de la práctica. En particular, el muy visible Star Wars Battlefront II, lanzado en medio de críticas a sus sistemas de cajas de botín en noviembre de 2017, llevó a discusiones renovadas en varios niveles gubernamentales sobre la legalidad de estos sistemas. El agregador de reseñas OpenCritic anunció planes para incluir un "intrusismo en el modelo de negocio" para juegos que proporcionen una métrica sobre cuánto pueden afectar el sistema de botín y DLC del juego. La reacción a las cajas de botín en la segunda mitad de 2017 fue considerada una de las principales tendencias en la industria de los videojuegos en 2017.

## Diseño
Las cajas de recompensas suelen denominarse de diversas maneras dependiendo del género del juego en el que se encuentren. En juegos de disparos se suelen denominar “loot boxes” o “loot crate”, mientras que en juego de azar, especialmente en juego de cartas se suelen denominar como “boosters packs” como se hace tradicionalmente en los juegos de cartas clásicos.
Estas cajas de recompensas suelen contener mejoras estéticas que no afectan al contenido del juego en el caso de los juegos de disparos u otros géneros como los MOBA, a diferencia de las cajas de recompensa de los juegos de azar que suelen incluir contenidos que afectan de manera directa el juego.
Las cajas de botín usualmente se pueden obtener de diversas maneras dentro del juego, como recompensa en ciertos eventos como subir de nivel o completar una partida. Otras maneras de obtención sería a través de promociones fuera del juego o directamente comprándolas con fondos reales.
Las cajas de recompensas generalmente son obtenidas mediante interfaces integradas dentro del juego que suelen contener efectos visuales y sonoros para captar la atención del jugador. Algunos juegos diseñan estas interfaces para asemejarse a máquinas tragaperras, ruletas u otros elementos relacionados con juegos clásicos de azar. En estas interfaces también es común que, una vez abierta la caja de recompensas, sea muy sencillo poder obtener otra para incitar su consumo.

## Aparición
Su primera aparición data de entre 2007 a 2010. Concretamente se cree que apareció en el juego gratuito Chino ZT Online (también conocido como Zhengtu) publicado en 2007 por Zhengtu Network; desde ese momento se fue extendiendo en gran variedad de juegos tanto gratuitos como de pago. Uno de los primeros juegos de pago donde además tenías la opción de abrir un "sobre" con diferentes ítems del juego fue el popular modo Ultimate Team de la saga Fifa. El primero de esta en incorporar el modo y los sobres. 
Las loot box o "cajas de botín" están reguladas bajo las leyes de China, Japón, Australia y la Isla de Man y están siendo sujeto de investigación por los reguladores de juegos de azar (que pueden causar ludopatía) de varios países. Han sido criticadas por ir en contra del consumidor cuando son implementadas en juegos de pago. También por su uso en los juegos p2w(paga para ganar) donde afectan directamente a la experiencia de juego y las mecánicas de este.
Por otro lado Ragnarok Online disponía de loot box desde el año 2004 con la cual podías adquirir cosméticos, objetos para mascota y equipamiento, entre otros.

## Polémica
Los sistemas de botín se hicieron más evidentes con la aparición del famoso juego Overwatch de Blizzard en 2016 y una gran cantidad de juegos en 2017 adoptaron este mismo sistema de juego de azar virtual haciendo que los sistemas de botín fueran ampliamente criticados durante la segunda mitad del 2017, en particular Star Wars: Battlefront II llegando a conseguir el comentario más negativo de la historia del foro más grande de internet: Reddit. 
Tras su lanzamiento, Battlefront II recibió opiniones mixtas de los críticos. El juego recibió críticas generalizadas sobre el estado de loot boxes, lo que podría dar a los jugadores ventajas sustanciales en el juego si compran botines con dinero real. Una respuesta del equipo de la comunidad de Electronic Arts en Reddit sobre el tema se convirtió en el comentario más desfavorecido en la historia del sitio, y en respuesta EA finalmente eliminó temporalmente las microtransacciones del juego tiempo después creó una versión del juego llamada battlefront II - Celebration Edition ,lanzada en diciembre de 2019. esta versión incluyó todas las skins y contenido adicional desbloqueado, sin necesidad de ninguna microtransacciones ni loot boxes .
Durante el prelanzamiento de la beta, el juego, publicado por EA fue criticado por los jugadores y la prensa de juegos por la introducción de los sistemas de monetizacion conocidos como loot box, que da a los jugadores sustanciales ventajas a través de los elementos adquiridos en el juego con dinero real a pesar de que tales elementos pudieran también ser comprados con dinero del juego, los jugadores en promedio tienen que jugar rutinariamente aproximadamente 40 horas para desbloquear un único personaje, tales como Darth Vader. Los desarrolladores han tenido que adaptar el número de objetos del juego, que el jugador recibe simplemente jugando. Sin embargo, después de que el juego entró en prelanzamiento algunos jugadores y periodistas que recibieron la copia del juego informaron de características controvertidas de juego, como las recompensas, de ser ajenas a la actuación del jugador en el juego.
El 12 de noviembre de 2017, un usuario de Reddit se quejó de que a pesar de que pagó 80 dólares en comprar la Edición de Lujo del juego, Darth Vader seguía siendo inaccesible para jugar, y el uso de este personaje requiere una gran cantidad de créditos de juego. Se necesitarían 40 horas de juego para acumular suficientes créditos para desbloquear un solo héroe. En respuesta a la comunidad del juego, el equipo de la comunidad EA defendió los polémicos cambios diciendo que su intención de hacer que los usuarios pudieran ganar créditos para desbloquear héroes era dar a los usuarios un sentimiento de «orgullo y satisfacción» después de desbloquear un héroe. Esto hizo que muchos usuarios de Reddit se sintieran frustrados por la respuesta, lo que generó más de 670 000 votos negativos, convirtiéndose en el comentario con más votos negativos en la historia de la plataforma. En respuesta a la indignación de los usuarios, EA redujo el costo de los créditos para desbloquear héroes en un 75%. Los créditos de recompensa por completar la campaña también se redujeron. EA retiró temporalmente las microtransacciones por la gran avalancha de quejas de los usuarios además de crear la versión battlefront II - Celebration Edition .La cual se creó en 2019 tenía todos los héroes desbloqueados y también las skins sin necesidad de microtransacciones ni loot boxes. Fue creada para tener contentos a sus jugadores y no recibir más críticas siendo un éxito. I (aproximadamente) todas las versiones de battlefront II vendieron  10 millones de copias registradas.

## Regulación y legislación
Debido a la posibilidad aleatoria de obtener artículos tras comprometer fondos del mundo real, los juegos que usan el sistema de cajas de botín podrían considerarse una forma de juego de azar, pudiendo generar ludopatía en los jugadores. Si bien las leyes de juego varían de un país a otro, las cajas de botín suelen distinguirse de los juegos de azar ya que no se puede transformar el contenido de una caja de botín en dinero del mundo real por medios legítimos dentro del videojuego, y, por muy pequeña que sea, siempre se obtiene alguna recompensa en estas cajas.
Los juegos con sistemas de cajas de botín han pasado a estar sujetos a reglamentación en varios países asiáticos, mientras su regulación está siendo considerada en algunos países occidentales.

### Asia y Oceanía

#### China
En diciembre de 2016, el  Ministerio de Cultura de China anunció una legislación que obligaría a los editores de juegos en línea, a partir de mayo de 2017,a hacer público la "probabilidad de extracción de todos los elementos y servicios virtuales". Cuando la ley entró en vigor, los editores cumplieron, lo que resultó en la publicación de una variedad de estadísticas que cuantificaron las probabilidades de que los jugadores chinos recibieran diferentes categorías de artículos de cada caja de botín, algunas de las cuales eran tan bajas como 0.1%. Otros cambios exigidos por las nuevas regulaciones requerían que los editores limitaran la cantidad de compras de cajas de botín que cualquier jugador puede comprar en un día (incluida la limitación del tamaño de varios paquetes de paquetes de cajas de botín) y requieren que el editor otorgue probabilidades más favorables al jugador para que obtenga artículos raros con la cantidad de cajas de botín que han abierto, lo que le asegura al jugador que recibirá un artículo raro abriendo una cantidad fija de cajas de botín. Un documento de 2021 evaluó el estado de muchos juegos chinos que usaban cajas de botín, y encontró que de los 100 mejores juegos actuales que se ofrecen en la tienda de aplicaciones de Apple de China, 91 de esos juegos incluían cajas de botín, pero solo alrededor del 5% de estos cumplían una adecuada divulgación de las probabilidades de las cajas de botín a la ley de China.
La ley también prohibió a los editores de juegos vender directamente "boletos de lotería", como cajas de botín. En junio de 2017, Blizzard Entertainment anunció que, de acuerdo con las nuevas leyes y regulaciones, las cajas de botín en su juego  Overwatch ya no estarían disponibles para su compra en China. En su lugar, los jugadores comprarían moneda del juego y recibirían cajas de botín como "regalo" por realizar la compra.
A partir de noviembre de 2019, la Administración General de Prensa y Publicaciones de China prohibió la venta de cajas de botín a usuarios menores de ocho años y restringió su venta a usuarios mayores menores de 18 años a un límite máximo de gasto mensual que oscila entre 200 renminbi y 400 renminbi.

#### Japón
Japón es el lugar de nacimiento de las “Gacha” o “Gachapon” (es el término japonés para lo que más tarde se conocería como "caja de recompensa" en el resto del mundo). En 2004 los desarrolladores empezaron a implementar estos mecanismos gacha en los móviles y en 2007, incluso antes de la introducción de los teléfonos inteligentes, ya introducían aplicaciones de juegos gratuitos en teléfonos destacados.
Con el éxito de este modelo gacha, se quiso aumentar los beneficios implementando un nuevo modelo que se denominó “kompu gacha” o “gacha completo” que consiste en vender una serie de artículos que uniéndolos se convertirían en otro artículo aún más raro y valioso, con el fin de alentar a seguir comprando sin asegurar que en algún momento llegues a conseguir el artículo que te falta. En mayo de 2012, La Agencia Nacional de Asuntos al Consumidor de Japón (“CAA”) prohibió esta práctica mediante la emisión de una opinión legal de que los artículos virtuales podrían considerarse “premios” según la legislación redactada en 1977.
Los desarrolladores de juegos móviles japoneses, incluidos Gree y DeNA  , trabajaron para establecer un grupo industrial autorregulado, la Asociación de Juegos Sociales de Japón.

#### Corea Del Sur
En marzo de 2015, los miembros de la Asamblea Nacional de Corea del Sur , dirigido por el Partido Libertad de Corea, propuso una enmienda a la industria de los juegos existentes en el país que hicieran pública “la 'información sobre el tipo, la relación de composición, y la probabilidad de adquisición” de artículos otorgados por cajas de recompensas. Aunque la enmienda no fue aprobada, dio lugar a intentos de autorregulación por parte de la industria de juegos de Corea del Sur.  Esto no ha convencido a los miembros de la asamblea, que han continuado proponiendo regulaciones estatutarias. Sin embargo, ha habido varias revisiones a la autorregulación (la más reciente, en julio de 2018), que ahora requiere que todos los videojuegos muestren claramente las tasas de pago de los elementos de las cajas de botín para el jugador. También hay planes en un futuro próximo para expandir el alcance de esta regulación para incluir otras compras dentro del juego, como la tasa de éxito de un artículo consumible pagado cuyo propósito es mejorar otro artículo virtual.
La Comisión de Comercio Justo de Corea aún supervisa los problemas de los consumidores relacionados con las cajas de botín y los videojuegos; En abril de 2018, emitió una multa de US $ 875,000 contra Nexon relacionada con su juego Sudden Attack por prácticas engañosas de botín, así como dos multas menores a otras compañías. 

#### Singapur
En octubre de 2014, el parlamento de Singapur aprobó la Ley de Juego Remoto, que introdujo la prohibición de los sitios web de juegos de azar sin licencia y multas para cualquiera que la viole. La definición de juego de la ley incluía apostar "créditos virtuales, monedas virtuales, fichas virtuales, objetos virtuales o cualquier cosa similar que se compre... en relación con un juego de azar",  lo que genera preocupaciones de que requeriría que los productores de cualquier juego en el que los jugadores pagaron dinero y recibieron un resultado aleatorio para buscar una licencia para operar del gobierno. 
En respuesta al cabildeo de la industria de los juegos, el ministro de Asuntos Internos, S. Iswaran, aclaró la ley en el parlamento, afirmando que "el proyecto de ley no tiene la intención de cubrir los juegos sociales en los que los jugadores no juegan para adquirir una oportunidad de ganar dinero y donde el diseño del juego no lo hace. permitir que el jugador convierta los créditos del juego en dinero o mercadería real fuera del juego ". El ministro también excluyó específicamente las plataformas que ofrecían "monedas virtuales que pueden usarse para comprar o canjear otros productos de entretenimiento", como Steam , de las disposiciones del proyecto de ley.
Sin embargo, el ministro también dijo:

El hecho es que la línea divisoria entre los juegos sociales y los juegos de azar se está volviendo cada vez más borrosa. Lo que hoy puede parecer benigno puede transformarse rápidamente en algo mucho más siniestro mañana en respuesta a las oportunidades del mercado y las tendencias de los consumidores. Es por eso que la legislación tiene un formato amplio.

La Ley de Juego Remoto fue revisada por el Ministerio del Interior de Singapur en 2021 con el objetivo de enmendar la ley para que sea independiente de la tecnología, y podría incluir regulaciones para cajas de botín entre otros tipos de productos de juego no tradicionales.

#### Australia
Dentro de Australia, el debate sobre los juegos con cajas de recompensas es, si estos se pueden jugar "por dinero o por cualquier otra cosa de valor"; la pregunta sigue siendo si los elementos que solo existen dentro del juego tienen un "valor" que se pueda cuantificar o si esto está relacionado con el prestigio de un elemento.  La Comisión Victoriana de Regulación de los Juegos de Azar y las Bebidas Alcohólicas ha declarado que considera que las cajas de recompensas son juegos de azar, pero no tiene autoridad para enjuiciar a las empresas registradas en el extranjero. La comisión ha sugerido "una calificación R inmediata " para cualquier juego que incluya cajas de recompensas como solución a esta limitación. En marzo de 2018,La oficina australiana eSafety publicó una lista de directrices de seguridad sobre los peligros de las cajas de recompensas.
El Senado australiano aprobó una moción, encabezada por Jordon Steele-John , en junio de 2018 para que el Comité de Referencias de Medio Ambiente y Comunicaciones investigue las cajas de recompensas e informe al Senado en septiembre de 2018. La investigación, que comenzó en agosto de 2018, evaluó el uso de cajas de recompensas en videojuegos y las consideró en temas relacionados con el juego y los efectos en los niños. El informe, publicado a mediados de septiembre de 2018, encontró que las cajas de recompensas son "psicológicamente similares al juego", y que los juegos con cajas de recompensas están potencialmente "explotando los trastornos del juego entre sus clientes". El Comité recomendó que los juegos con cajas de botín se etiqueten para advertir sobre la orientación de los padres e indicar que contienen "contenido de juegos de apuestas" y sugerir que dichos juegos se clasifiquen para representar la edad legal para los juegos de azar en el país. En el informe final, el Comité instó al gobierno australiano a "emprender una revisión exhaustiva de las cajas de recompensas en los videojuegos" mediante un esfuerzo multidepartamental para determinar qué medidas legislativas y de otro tipo deben tomarse.
Un informe de febrero de 2020 del Comité Permanente de Política Social y Asuntos Legales de la Cámara de Representantes de Australia que se centró en el contenido de Internet que debería bloquearse detrás de las puertas de verificación de edad recomendó que la Oficina del Comisionado de eSafety u organismo similar "informe al gobierno australiano sobre las opciones para restringir el acceso a cajas de botín y otros elementos de juego simulado en juegos de computadora y video a adultos mayores de 18 años, incluso mediante el uso de verificación de edad obligatoria ".
Para agosto de 2020, la Junta de Clasificación de Australia (ACB) había actualizado sus regulaciones de que los juegos con cualquier micro transacción, incluidas las cajas de recompensas, deben etiquetarse en su portada como que contienen "compras dentro del juego".
El diputado Andrew Wilkie anunció en julio de 2021 sus intenciones de presentar un proyecto de ley en agosto de 2021 que requeriría que los videojuegos con cajas de recompensas fueran clasificados automáticamente por la ACB como R18+. Según la ley vigente, la venta de juegos R18+ está restringida a menores. Wilkie declaró que creía que las cajas de recompensas en los videojuegos preparaban a los menores "para apostar en el futuro" como una razón fundamental para el proyecto de ley.

#### Nueva Zelanda
En Nueva Zelanda prefieren optar por una postura neutral, Trish Millard, un gerente del Departamento de Asuntos Internos de Nueva Zelanda, explica que su equipo ha seguido muy de cerca el debate internacional sobre las cajas de recompensas y que tras analizar con detenimiento los diversos usos de las cajas de recompensas, se dieron cuenta de que ninguno entra en la clasificación de apuesta según lo que establece el Acta de Apuestas de Nueva Zelanda que se redactó en 2003. Además, por otro lado, el gobierno local considera que no sería ilegal para los neozelandeses incurrir en apuestas digitales si el proveedor de servicios se encuentra en otro país.

### América

#### Estados Unidos
Actualmente no hay leyes en los Estados Unidos que se dirijan a las cajas de botín, aunque a partir de mediados de 2017 destacaron varias preocupaciones sobre el uso de artículos virtuales con fines de juego.  En la jurisprudencia anterior, los tribunales han dictaminado que los juegos de azar con moneda virtual dentro de un videojuego no son ilegales siempre que no existan vínculos con dinero real, pasos que Blizzard Entertainment y Riot Games han realizado con sus títulos. Además, la mayoría de los estados definen las leyes del juego basándose en recibir algo de valor al pagar por un juego de azar y, tradicionalmente, los artículos del juego se consideran sin valor en la jurisprudencia anterior. Sin embargo, con jueces de tribunales con más conocimientos técnicos que pueden considerar el "valor" más que un valor financiero, junto con una nueva percepción de cuánto valor pueden tener los elementos del juego, podría cambiar la forma en que el marco en los Estados Unidos clasificarían las cajas de botín.

###### Hawái
Los representantes del estado de Hawái, Chris Lee y Sean Quinlan, emitieron un comunicado en noviembre de 2017 tomando una postura en contra de las cajas de botín. "Este tipo de cajas de botín y micro-transacciones están explícitamente diseñados para aprovecharse de la psicología humana y explotarla de la misma manera que los juegos de casino están diseñados". Planean introducir una legislación en el estado de Hawái, específicamente para bloquear la venta de Star Wars Battlefront II, y que han hablado con legisladores de otros estados para promulgar leyes similares, de modo que la legislación federal podría ser posible si suficientes estados toman medidas.
En lugar de aprobar una legislación que podría tener una pendiente resbaladiza de efectos dañinos en la industria, Quinlan declaró que preferiría que la industria se autorregulara, ya sea excluyendo mecánicas similares a las de los juegos de azar en los juegos comercializados para niños, o haciendo que la industria califique los juegos con estos mecanismos para audiencias más maduras, lo que afectaría la forma en que se venderían y comercializarían.  Lee más tarde describió cómo presentaría una ley, que prohibiría la venta de juegos a cualquier persona menor de 21 años si contuviera un elemento de juego, definida si los fondos del mundo real se utilizan para proporcionar un "porcentaje de probabilidad" de recibir un artículo del juego en lugar del artículo directamente, aplicado tanto en el comercio minorista como en la distribución digital. Para febrero de 2018, se presentaron dos proyectos de ley separados en la legislatura estatal de Hawái: un proyecto de ley requeriría que los juegos minoristas con mecanismos de caja de botín tuvieran un etiquetado claro que diga "Advertencia: contiene compras dentro del juego y mecanismos similares a los juegos de azar que pueden ser dañinos o adictivos" , mientras que un segundo proyecto de ley regularía la venta de estos juegos solo a los mayores de 21 años, la edad mínima para jugar dentro del estado. Sin embargo, en marzo de 2018, los proyectos de ley no cumplieron con los requisitos necesarios para ser considerados en la legislación y fueron descartados.

###### Washington
En enero de 2018, tres senadores del estado de Washington presentaron el Proyecto de Ley del Senado 6266 (S-3638.1) en la legislatura estatal, que, si se promulga, ordenaría a la Comisión de Juego del Estado de Washington que investigue las cajas de botín y su posible efecto sobre el juego de menores.

###### Misuri
A principios de mayo de 2019, el senador republicano Josh Hawley de Misuri anunció que tiene la intención de presentar un proyecto de ley llamado "Ley para proteger a los niños de los juegos abusivos" que prohibiría las cajas de botín y las micro-transacciones de pago para ganar en "juegos jugados por menores", utilizando calificaciones similares para determinar esto, como se definió anteriormente en la Ley de protección de la privacidad en línea de los niños . La Comisión Federal de Comercio sería responsable de hacer cumplir el proyecto de ley emitiendo juicios e imponiendo multas a los juegos que no sigan estos pasos. 
El proyecto de ley se presentó formalmente en el Senado de los Estados Unidos en el 116 ° Congreso el 23 de mayo de 2019 como Proyecto de Ley del Senado 1629, con los copatrocinadores Ed Markey (Massachusetts) y Richard Blumenthal (Connecticut), ambos demócratas.  El proyecto de ley fue remitido al Comité Senatorial de Comercio, Ciencia y Transporte en ese momento, y no se tomaron más medidas al respecto, y el proyecto de ley expiró al final del 116.º Congreso de los Estados Unidos el 3 de enero de 2021.
La Junta de clasificación de software de entretenimiento (ESRB), como PEGI, proporciona clasificaciones voluntarias de contenido de videojuegos para juegos en los Estados Unidos. La ESRB no considera las cajas de botín como una forma de juego y no calificará dichos juegos con sus descripciones de contenido de "Apuestas reales". La ESRB considera que las cajas de botín son equivalentes a los paquetes de refuerzo de juegos de cartas coleccionables, y que el jugador siempre recibe algo de valor al abrir una compra de caja de botín, incluso si no es algo que el jugador desee. La Junta declaró además que los juegos que están etiquetados con "Apuestas reales" probablemente se clasificarán como "AO" (solo para adultos), para cumplir con las leyes de juegos de azar; los minoristas normalmente no almacenan estos juegos y, por lo tanto, dañarían a un editor. Además, la ESRB también se ve a sí misma como responsable de ayudar a guiar a los padres sobre el contenido de los videojuegos. Como ejemplo, encontraron que los padres estaban más preocupados por los niños que gastan dinero en el juego y no por los aspectos relacionados con el juego, y por lo tanto no incluyeron las cajas de botín como una de sus descripciones de contenido, aunque les gustaría agregarlas en el futuro si la legislación u otros estándares de la industria establecen el juego como un tema crítico.
La Entertainment Software Association, la organización matriz de la ESRB, afirmó que las cajas de botín no son una forma de juego, enfatizando que son un aspecto voluntario y opcional en estos juegos. Las principales editoriales Electronic Arts  y Take-Two Interactive también han declarado que no ven las cajas de botín como juegos de azar debido a su naturaleza voluntaria. Andrew Wilson, director ejecutivo de Electronic Arts declaró en mayo de 2018 que continuarán incluyendo cajas de botín en sus juegos.
Mientras que otros editores han accedido a las preocupaciones gubernamentales sobre las cajas de botín, Electronic Arts ha sido generalmente firme en el sentido de que no creen que su implementación de cajas de botín sea una forma de juego. En declaraciones realizadas en audiencias con el Comité Británico de Deportes, Medios, Cultura y Digital Digital, los representantes de EA compararon las cajas de botín con "mecánicas sorpresa" que uno encontraría con los huevos de Kinder Surprise, y creen que su implementación de cajas de botín es "bastante ética y bastante divertido, bastante agradable para la gente ". 
A raíz de las críticas sobre Star Wars Battlefront II, los analistas financieros sugirieron que la industria de los videojuegos necesitará desarrollar principios de autorregulación para manejar mejor la monetización y los esquemas de caja de botín para evitar la intervención del gobierno en la industria.
En febrero de 2018, la senadora Maggie Hassan sacó a relucir el tema de las cajas de botín durante una audiencia del Comité de Comercio, Ciencia y Transporte del Senado a cuatro nominados de la Comisión Federal de Comercio , que la Comisión supervisa. Preguntó a los nominados si "el hecho de que los niños sean adictos a los juegos y actividades como cajas de botín que podrían hacerlos más susceptibles a la adicción es un problema que merece atención"; los cuatro nominados acordaron que sería necesaria la atención. El mismo día, Hassan escribió una carta a la JERS "para revisar la integridad del proceso de calificación y las políticas de la junta en lo que respecta a las cajas de botín, y para tener en cuenta el daño potencial que este tipo de micro-transacciones pueden tener en los niños" y "examinar si el enfoque de diseño y marketing de las cajas de botín en los juegos dirigidos a los niños se está llevando a cabo de una manera ética y transparente que protege adecuadamente las mentes en desarrollo de los niños pequeños de las prácticas depredadoras".  
En respuesta a la carta de Hassan, la ESRB anunció en febrero de 2018 que requeriría que cualquier juego calificado que ofrezca cualquier tipo de compra en el juego con fondos del mundo real, que abarquen cajas de botín, esté etiquetado como tal. La ESRB afirmó que el etiquetado estaba destinado principalmente a ayudar a los padres a ver los juegos de sus hijos y, debido a la brevedad del espacio que tienen en los envases minoristas, no optó por exigir a los editores que identificaran la forma específica de micro-transacción. Sin embargo, la junta aún afirmó que todavía no creen que las cajas de botín en sí mismas sean una forma de juego. Si bien la senadora Hassan calificó la decisión de la ESRB como un "paso adelante", seguía preocupada por "el escepticismo de la ESRB con respecto a la naturaleza potencialmente adictiva de las cajas de botín y las micro-transacciones en los videojuegos", y declaró: "Trabajaré con todas las partes interesadas relevantes para continuar supervisar estos temas y garantizar que se realicen mejoras significativas para aumentar la transparencia y la protección del consumidor ".  La ESRB introdujo esta nueva etiqueta "Compras en el juego (incluye elementos aleatorios)" en abril de 2020 para ser utilizada en juegos que incluyen mecánicas de estilo caja de botín.
Durante una audiencia del Congreso en noviembre de 2018 sobre problemas con la filtración de datos de Cambridge Analytica y asociados con Facebook y Google , Joseph Simons , presidente de la Comisión Federal de Comercio (FTC), prometió al Congreso que la FTC investigará las cajas de botín, considerando el mercado potencial. valor de las micro-transacciones.  Después de que el gobierno cerró a principios de 2019, retrasando la revisión de la FTC, Hassan presionó a la FTC para que proporcionara una actualización sobre su revisión de las cajas de botín. 
La FTC celebró una audiencia pública sobre cajas de botín el 7 de agosto de 2019, dirigiéndose a representantes de la industria y revisando los comentarios públicos presentados antes de la reunión. Durante la reunión, los representantes de la ESA declararon que Microsoft, Nintendo y Sony están trabajando en el desarrollo de requisitos para juegos nuevos o actualizados utilizando cajas de botín, publicadas en sus respectivos sistemas de consola, para revelar las probabilidades de los artículos de las cajas de botín. Otros editores de la ESA, incluidos Activision Blizzard, Bandai Namco, Bethesda, Bungie, Electronic Arts, Take-Two Interactive, Ubisoft, Warner Bros y Wizards of the Coast, también declararon que están comprometidos a hacer lo mismo con otras plataformas de juego. como en computadoras personales, como para alinearse con los requisitos existentes para las plataformas móviles iOS App Store y Google Play. Se espera que estos esfuerzos estén en marcha antes de finales de 2020, según la ESA. Nintendo emitió una nueva política al día siguiente para reflejar la declaración hecha a la FTC, requiriendo que se publiquen las probabilidades de la caja de botín para todos los juegos nuevos y actualizados en sus sistemas, y asegurando que dichos juegos con compras dentro del juego puedan ser regulados por los padres.  Epic Games afirmó que también seguirían políticas similares adoptadas por la ESA y otros editores, ya que habían tomado medidas para eliminar las cajas de botín de Fortnite, Rocket League y otros juegos de su cartera.

### Europa

#### Unión Europea
La Unión Europea no tiene competencia en el área de los juegos de azar. Por lo tanto, no puede legislar sobre el tema de las cajas de botín directamente, y ha adoptado por lanzar varias comunicaciones y recomendaciones sobre la protección de los menores en el contexto de los juegos de azar. A nivel nacional, aunque las definiciones legales de juegos de azar varían entre los Estados miembros, las cajas de recompensas no se consideran juegos de azar en el sentido legal. Las excepciones son Bélgica y los Países Bajos, donde las autoridades han prohibido las cajas de botín en los videojuegos.
Un informe de julio de 2020 preparado en nombre de la Comisión del Parlamento Europeo sobre el Mercado Interior y la Protección del Consumidor (IMCO) encargó un extensivo estudio acerca del efecto de las cajas de recompensas en los consumidores, poniendo el foco en los más jóvenes. El estudio destaca que los intentos de regular las cajas de recompensas como juegos de azar, es decir, meter estos sistemas dentro de la legislación del juego, son en su mayor parte infructuosos. Por ello, se sugiere que el tema debe ser tratado como una cuestión de protección al consumidor.
El informe identificó que las cajas de botín en los videojuegos tienen "características de diseño problemáticas" que crean un "impulso irresistible de jugar" y una "tensión creciente que solo podría aliviarse jugando en un bucle adictivo". Si bien el informe identificó que esto tenía similitudes con los juegos de azar, los autores también instaron a que el Parlamento Europeo considere el tema del botín en un punto de vista de protección del consumidor, ya que puede crear un comportamiento adictivo particularmente en los jóvenes. El informe incluía recomendaciones sobre como proteger al consumidor respecto a estos sistemas, como sensibilizar a los jugadores y padres sobre el riego de estos elementos, restringir la publicidad de juegos que contienen estos elementos, implementar sistemas de control parental, usar otros modelos de compras "in-game" en los que no obtengas objetos aleatorios, prohibirlas (siguiendo el modelo belga y holandés) o haciendo que estas cajas de botín no cuesten dinero real, sino que sean adquiridas a cambio de monedas del videojuego.

#### España
En una comparecencia del ministro Alberto Garzón en febrero de 2020 se habló del riesgo de estos elementos de los videojuegos y su propuesta de regulación, no a nivel español si no a nivel común europeo, puesto que ya existía regulación en otros países.
En octubre de 2021 se preparó la presentación de una reforma para la Ley del Juego de 2011 en la que no se recoge ninguna mención a las cajas de recompensa.
Otra mención en noviembre del mismo año ha diferenció entre 4 tipos de cajas, distinguiéndose mediante si hay que pagar para conseguirlas o no (con dinero real) y si ofrecen una recompensa  con valor económico o no. Según el artículo 5 título 2 de la ley del juego de 2011 únicamente se recoge el tipo en el que haya un pago con dinero real y reporten un beneficio económico siempre y cuando contenga un componente de azar, puesto que estas serían consideradas juego de azar, y al no estar reguladas se prohíben.
La reforma de la ley del juego está prevista para 2022. Sobre la regulación se diferenciará entre estos cuatro tipos de cajas y entre público menor de edad o mayor de edad según palabras del director general de Ordenación del Juego del Ministerio de Consumo Mikel Arana.

#### Países Bajos
En abril de 2018, la Autoridad Holandesa de Juegos emitió una opinión legal de que los juegos con sistemas de cajas de botín que permiten el intercambio de los artículos obtenidos son ilegales. En un informe,la autoridad afirmó que cuatro juegos de los diez juegos involucrados en el estudio violaban la ley del juego de esta manera. Concluyó que, si bien el resto de sistemas de cajas de recompensas de los seis juegos restantes entraban en el marco de la ley, fomentaban la adicción por igual.
La autoridad dio a los desarrolladores de los cuatro juegos ocho semanas para corregir su sistema de caja de botín o enfrentarse a multas y posibles prohibiciones de venta de dichos juegos en los Países Bajos. Dichos juegos, según el medio holandés NOS, eran Fifa 18, Dota 2, PUBG y Rocket League. Al parecer, el problema reside en el precio del contenido obtenido en las cajas de recompensas de estos videojuegos, el cual es negociable. Esto hace que los jugadores, al obtener artículos raros, tengan la posibilidad de obtener dinero, condición suficiente para catalogarse como juego de azar.
Por otro lado, Valve deshabilitó el intercambio de artículos en Counter-Strike: Global Offensive, Team Fortress 2 y Dota 2 en Países Bajos, afirmando que la autoridad les dijo que tenían hasta el 20 de junio de 2018 para remediarlo. El 11 de julio de 2018, Valve volvió a habilitar la capacidad de los jugadores para intercambiar elementos, pero restringió a los usuarios de los Países Bajos y Bélgica la apertura de las cajas de botín.
EA Sports no adaptó FIFA, lo que llevó a la autoridad a poner multas. EA presentó una demanda, pero perdió su caso en octubre de 2020. Se le ordenó eliminar la capacidad de vender cajas de botín dentro de tres semanas o ser multado con un total de 500.000 € semanales, hasta un máximo de 5 millones de euros hasta su retirada.
El 16 de abril de 2019, Psyonix, la desarrolladora de Rocket League, deshabilitó en los Países Bajos (y Bélgica) la posibilidad para abrir cajas de botín con llaves en Rocket League debido a las regulaciones gubernamentales.

#### Bélgica
En abril de 2018, tras la decisión de los Países Bajos sobre las cajas de botín, la Comisión de Juegos de Bélgica, ordenado por el Primer Ministro Belga Koen Geens completó un estudio de los sistemas de cajas de botín en cuatro juegos: FIFA 18, Overwatch, Counter-Strike: Global Offensive y Star Wars Battlefront II. Este estudio determinó que los sistemas de caja de botín de los tres primeros videojuegos se consideraban juegos de azar, y estaban sujetos a las leyes de juego de Bélgica. El desarrollador de Star Wars Battlefront II hizo algunos ajustes poco después del lanzamiento y no se consideró un juego de azar.
El estudio destacó que los desarrolladores utilizan cada vez más técnicas problemáticas para que los jugadores inviertan en estas cajas de botín. Algunas de estas técnicas son:
- Generar expectativa de ganancias emocionales: el cuadro de botín de incertidumbre está vinculado a la expectativa de ganancias.
- Un jugador puede pensar que comprar una caja de botín proporciona una ventaja, lo cual no siempre es el caso.
- Mezclando ficción y realidad: personas reales conocidas promueven las cajas de botín (siendo FIFA el principal ejemplo, ya que se obtienen atletas de la vida real en el videojuego).
- Esconder el generador aleatorio (técnica utilizada para no desanimar a los jugadores ante la baja probabilidad de obtener objetos raros).

La Comisión ordenó la eliminación de los sistemas de botines de estos tres juegos, o de lo contrario los editores podrían enfrentar delitos penales y multas de hasta 800.000 euros. 
A diferencia de Países Bajos, la resolución belga no considera la opción de vender o intercambiar el contenido de las cajas de recompensas como un factor importante al determinar si el sistema se considera juego de azar o no. La Comisión de Juegos de Bélgica considera el juego de azar como cualquier juego por el cual una apuesta puede conducir a la pérdida o la victoria de al menos uno de los jugadores. Tomando Overwatch como ejemplo: los jugadores, usando dinero real, pueden comprar cajas de botín que contienen artículos coleccionables al azar, lo que constituye una apuesta. La posibilidad de una victoria o una pérdida se refiere, en este caso, a obtener el artículo deseado. A pesar de ser completamente estéticos y no intercambiables fuera del juego (ya que el elemento se vincula a la cuenta del jugador), los cosméticos tienen un valor atribuido por el jugador. Por lo tanto, como no hay forma de obtener los artículos deseados directamente, se considera juego de azar.
En respuesta al anuncio, varias compañías anunciaron que las cajas de botín no estarían disponibles para los clientes belgas. Algunos ejemplos son:
- Valve restringió a los usuarios de los Países Bajos y Bélgica la apertura de las cajas de botín.[55]

- 2K Games modificó NBA 2K para cumplir con la regla al eliminar la capacidad de comprar paquetes de cartas aleatorias con fondos del mundo real para jugadores belgas, pudiéndose comprar todavía con monedas que se obtienen jugando. Sin embargo, desde 2K afirmaron que las cajas de botín no violaban las leyes de juego de Bélgica, y alentó a los jugadores a ponerse en contacto con sus representantes locales con respecto a esta decisión de la Comisión de Juegos de Bélgica.[59]

- Blizzard Entertainment impidió que los jugadores belgas de Overwatch y Heroes of the Storm compraran cajas de botín con dinero real, pudiéndose obtener únicamente a través de recompensas en el juego.[60]

- Konami desactivó la capacidad de aquellos en Bélgica de comprar moneda en el juego en Pro Evolution Soccer 2019, que luego podría usarse para comprar cajas de botín. Los jugadores aún pueden ganar esta moneda en el juego y así poder obtener las cajas de recompensas.[61]

- Simultáneamente con sus acciones en los Países Bajos, el desarrollador de Rocket League, Psyonix, deshabilitó la capacidad de los jugadores de Bélgica para abrir cajas de botín.[55]

- Nintendo cerró dos de sus juegos móviles, Animal Crossing: Pocket Camp y Fire Emblem Heroes, para usuarios de Bélgica, ya que ambos ofrecen la posibilidad de usar dinero del mundo real para comprar un artículo aleatorio del juego.[62]

- Los juegos FIFA de Electronic Arts dejaron de vender las monedas del juego a los jugadores belgas, de tal forma que los sobres solo se podrían obtener jugando. Sin embargo, esta decisión no era del gusto de EA, y continuó discutiendo con las autoridades belgas para poder revertir esta decisión.[63]

### Autorregulación en la industria
En la industria, los principales sistemas de clasificación de videojuegos, concretamente PEGI en Europa, y ESRB en EE.UU y Canadá, no consideran las cajas de recompensas como juegos de azar. Sin embargo, han considerado reconocer la existencia de estos elementos en los videojuegos que clasifican e informar al consumidor de ello.

#### PEGI
Desde PEGI, consideran que "las cajas de recompensas no se consideran como juego de azar: siempre obtienes algo cuando las compras, incluso si no obtienes lo que esperabas. No depende de PEGI decidir si algo se considera juego o no, esto está definido por las leyes nacionales de juego de cada país".
No obstante, han introducido en su sistema de clasificación una nota específica para clasificar juegos que incluyen compras de contenido aleatorio, diferenciando así juegos con compras "in-game", de aquellos juegos con compras que siguen la mecánica de las cajas de recompensas.  De esta forma, los juegos con cajas de recompensas, o mecánicas similares, incluirán dicha nota informativa, pero no incluirán la etiqueta "gambling" (la cual automáticamente clasifica el videojuego como recomendado a partir de la mayoría de edad). 

#### ESRB
ESRB, al igual que PEGI, ha introducido una nota informativa indicando que un juego incluye compras de contenido aleatorio. Del mismo modo que PEGI, descartan clasificar videojuegos que siguen esta mecánica como juegos con apuestas por la misma razón que PEGI: siempre vas a obtener algo (no como en las apuestas reales).